# Diseñador Automotriz del Siglo
El Diseñador Automotriz del Siglo (en inglés, Car Designer of the Century), fue un premio internacional que se le otorgó al diseñador de automóviles con más creatividad e influencia en el siglo XX. La elección fue llevada a cabo por la Global Automotive Elections Fundation.
El ganador fue Giorgetto Giugiaro, vencedor en la gala de entrega del premio en Las Vegas, el día 18 de diciembre de 1999.

## Proceso de selección
- Lista de nominados:

| Nombre                    | Trabajos destacados |
| ------------------------- | --- |
| Uwe Bahnsen               | Ford Taunus, Ford Sierra |
| Nuccio Bertone            | Alfa Romeo BAT, Alfa Romeo Montreal |
| Flaminio Bertoni          | Citroën Traction Avant, Citroën DS, Citroën 2 CV, Citroën Ami |
| Gordon Buehrig            | Cord 810 |
| Jean Bugatti              | Bugatti Type 57 |
| Wayne Cherry              | Vauxhall SRV, Pontiac Solstice, Cadillac Sixteen |
| Harley Earl               | LaSalle |
| Virgil Exner              | Chrysler 300 |
| Leonardo Fioravanti       | Ferrari Daytona, Ferrari Berlinetta Boxer |
| Pietro Frua               | Maserati |
| Tom Gale                  | Plymouth Prowler, Dodge Viper, Dodge Stealth |
| Marcello Gandini          | Lamborghini Miura, Lamborghini Countach, Fiat X1/9, Lancia Stratos, Citroën BX |
| Giorgetto Giugiaro        | Maserati Ghibli, Audi 80, Alfa Romeo Sprint, Alfa Romeo Alfasud, Volkswagen Golf, Volkswagen Scirocco, Fiat 850 Sport Spider, Fiat Uno, Lotus Esprit, Lancia Delta, DMC DeLorean, Lexus GS |
| Patrick le Quément        | Renault Twingo, Renault Scénic, Renault Initiale Concept |
| Raymond Loewy             | Hupmobile, Studebaker Avanti |
| Giovanni Michelotti       | Triumph Herald, Triumph Spitfire, Triumph TR4, BMW 700, Renault Alpine A110, DAF 55 |
| Bill Mitchell             | Chevrolet Corvette, Chevrolet Corvair |
| Robert Opron              | Citroën SM, Citroën GS, Citroën CX, Renault Fuego, Renault 9/11, Renault 9/11, Renault 25                                                                                                  |
| Battista Pininfarina      | Alfa Romeo 8C 2300, Lancia Aprilia, Cisitalia 202, Ferrari 250, Nash Ambassador, Ferrari 410 Superamerica, Maserati 5000 GT, Ferrari 275, Ferrari Dino 206                                 |
| Mario Revelli di Beaumont | Simca 1000 |
| Bruno Sacco               | Mercedes Benz S-Class (W126 series), Mercedes Benz 190 (W201 series) |
| Sixten Sason              | Saab 93, Saab 99 |
| Ercole Spada              | Aston Martin DB4 GT Zagato, Alfa Romeo Giulia TZ, Osca 1600 GT, Lancia Fulvia Sport |
| Jack Telnack              | Ford Mustang (3.ª generación), Ford Probe |
| Jan Wilsgaard             | Volvo Amazon (P1200/120), Volvo 140, Volvo 240, Volvo 850 |

El siguiente paso fue que un jurado de 132 periodistas profesionales del sector automovilístico procedentes de 33 países, bajo la presidencia de Lord Montagu de Beaulieu, redujo la lista a 5, resultado que se anunció en noviembre de 1999. Finalmente los cinco seleccionados fueron votados por el jurado, que eligió al ganador absoluto.